# Craterocephalus amniculus
Craterocephalus amniculus (tên tiếng Anh: Darling River hardyhead) là một loài cá thuộc họ Atherinidae. Nó là loài đặc hữu của Úc.